# Леховска чешма
Леховската чешма (на гръцки: Βρύση Λεχόβου) е историческа чешма в леринското село Лехово, Гърция.
Чешмата е разположена до църквата „Свети Димитър“. В 2002 година чешмата заедно с Леховското училище и камбанарията на църквата е обявена за защитен паметник.